# Francesco La Macchia
Francesco La Macchia (Tonnarella, Messina, 9 de outubro de 1938) é um ex-velocista italiano na modalidade de canoagem.

## Carreira
Foi vencedor da medalha de prata em C-2 1000 m em Roma 1960, junto com o seu colega de equipa Aldo Dezi.